# Tutta la vita in ventiquattr'ore
Tutta la vita in ventiquattr'ore è un film del 1943 diretto da Carlo Ludovico Bragaglia.

## Trama
Durante la colluttazione con un amico a Giulio parte un colpo di rivoltella. Convinto di averlo ucciso fugge in treno e crede di essere pedinato da un commissario di polizia. Quando i suoi nervi cedono decide di costituirsi ma in realtà il commissario si stava recando in vacanza. Di fronte alla confessione si trova costretto ad accompagnarlo al vicino comando dei carabinieri e durante il tragitto i due si fermano in una casa dove c'è un bambino gravemente malato. Giulio scopre che è il frutto della sua relazione con una ragazza e il commissario si adopera con ogni mezzo per regolarizzare la loro unione, ma celebrato il matrimonio dovrà dar corso alla giustizia.

## Distribuzione
Il film venne distribuito nelle sale italiane dal 27 novembre 1943.

## Critica
Il 5 marzo 1944, Mario Meneghini scrisse su L'Osservatore Romano: «Non diremo di trovarci dinanzi a un capolavoro, né che il carattere del protagonista sia nuovo di zecca, né che vi manchi qualche reminiscenza... tuttavia la narrazione scorre, ha del cuore, è impostata su un ritmo movimentato e ben sorretto, è ravvivata da una macchietta nuova e sorvegliata, è allietata da ottimi esterni, è conclusa con sentita umanità».